# مسجد حمو الصراف
جامع حمو الصراف هو من مساجد العراق التاريخية القديمة، ويقع في منطقة باب الجديد قرب شارع الفاروق القديم في الموصل، ويسمى مسجد محمد الفاتح حالياً، وتم بناؤهُ على يد (يونس بن خليل) في عام 1123هـ/1711م، ولقد أعيد بناؤه وتعميره بعد هدمهِ بالكامل عام 2009م، من قبل ديوان الوقف السني في العراق. وتبلغ مساحته حوالي 550 متر مربع ويحتوي على مصلى يتسع لأكثر من 700 مصل، وفيه مقر هيئة دار الموصل للعلوم الشرعية والإسناد حاليا.